# 安東尼奧·洛倫佐·奎瓦斯市立體育場
安東尼奧·洛倫佐·奎瓦斯市立體育場（西班牙語：Estadio Municipal Antonio Lorenzo Cuevas）是一座位於西班牙马贝拉的多用途運動場，現主要用作舉行足球比賽，為當地球隊馬貝拉足球會的主場。運動場能容納7,300名觀眾。

## 外部連結
- Estadios de España （页面存档备份，存于） （英語）